# 폴란드 농구 국가대표팀
폴란드 농구 국가대표팀(폴란드어: Reprezentacja Polski w koszykówce)은 폴란드의 농구 국가대표팀으로 폴란드 농구 연맹에 의해 운영되고 있다. 올림픽에 6회, 월드컵에 2회 참가했으며 유로바스켓에 29회 출전하여 준우승 1회를 차지했다.